# Andreas Kruck
Andreas Kruck (* 24. Dezember 1984 in Starnberg) ist ein ehemaliger deutscher Eishockeyspieler, der zuletzt bei den EVR Tower Stars unter Vertrag stand.

## Karriere
Seine ersten Einsätze in der Deutschen Nachwuchsliga hatte Kruck bereits im Alter von 16 Jahren für den SC Riessersee, für den er in den Jahren 2000/01 und 2001/02 aufs Eis ging.
In der Saison 2001/02 spielte er außerdem für die TuS Geretsried in der Oberliga-Süd, bevor er zur Saison 2002/03 zu den Tölzer Löwen wechselte, bei denen er zunächst in der Juniorenliga eingesetzt wurde. Noch im gleichen Jahr hatte er seinen ersten Einsatz für die Tölzer Löwen in der 2. Bundesliga, bei denen er bis zum Abstieg in der Saison 2005/06 blieb, bevor er zu seinem späteren Verein, dem EHC München wechselte. In München lief Kruck mit der Rückennummer 83 auf und besaß eine Förderlizenz beim ERC Ingolstadt.
Die Saison 2008/09 begann Kruck  bei den Passau Black Hawks, kehrte aber im Januar 2009 in die 2. Bundesliga zurück und wechselte zu den EVR Tower Stars.

## Statistiken
(Legende zur Spielerstatistik: Sp oder GP = absolvierte Spiele; T oder G = erzielte Tore; V oder A = erzielte Assists; Pkt oder Pts = erzielte Scorerpunkte; SM oder PIM = erhaltene Strafminuten; +/− = Plus/Minus-Bilanz; PP = erzielte Überzahltore; SH = erzielte Unterzahltore; GW = erzielte Siegtore; 1 Play-downs/Relegation; Kursiv: Statistik nicht vollständig)